# تینا میجرینو
تینا مِیجرینو (انگلیسی: Tina Majorino؛ زادهٔ ۷ فوریه ۱۹۸۵) یک هنرپیشه اهل ایالات متحده آمریکا است.

## گزیدهٔ آثار

### سینما
- کورینا، کورینا (۱۹۹۴)
- وقتی که مردی زنی را دوست دارد (۱۹۹۴)
- دنیای آب (۱۹۹۵)
- زنان واقعی (۱۹۹۷)
- ورونیکا مارس (۲۰۱۴)

### تلویزیون
- خون حقیقی (۲۰۱۴)
- آناتومی گری (۲۰۱۳–۲۰۱۲)
- استخوان‌ها (۲۰۱۲–۲۰۱۱)